# Carlemannia tetragona
Carlemannia tetragona är en tvåhjärtbladig växtart som beskrevs av Joseph Dalton Hooker. Carlemannia tetragona ingår i släktet Carlemannia och familjen Carlemanniaceae. Inga underarter finns listade i Catalogue of Life.